# Orrörarna, Ingå
Orrörarna är öar i Finland. De ligger i Finska viken och i kommunen Ingå i landskapet Nyland, i den södra delen av landet. Öarna ligger omkring 64 kilometer väster om Helsingfors.
Arean för den av öarna koordinaterna pekar på är 3,6 hektar och dess största längd är 480 meter i sydöst-nordvästlig riktning. Närmaste större samhälle är Ingå, 13,8 km norr om Orrörarna.